# アルコDL-109型ディーゼル機関車
アルコDL-109は、1939年12月から1945年4月の間にアルコが製造した、車軸配置A1A-A1A、キャブ・ユニットタイプの車体を持つ旅客用電気式ディーゼル機関車である。アルコが初めて製造したキャブ・ユニットであり、運転台つきのAユニットが74両、運転台のないBユニットが4両製造された。
試作機を含めてアルコは正式な形式名を与えておらず、設計上の名称（スペック・ナンバーと称する）で6タイプ（文献によっては5タイプ）が存在する。その数がカッコ書きとなるのは、外部リンク先の文献や資料に見られるように、設計名称のとらえ方や実状で混乱を来しているためである。本項目では、英語版の分類にならったうえ、それらを補足する。完成形がDL-109と呼ばれるタイプであった。本項目では、ほかの4タイプ（または5タイプ）についても述べる。

## 兄弟形式の概要
AユニットはDL-103b、DL-105、DL-107、DL-109、BユニットはDL-108、DL-110である。形式名のDLはDiesel Locomotive即ちディーゼル機関車を意味する。それぞれの製造量数は以下のとおりである。
| ユニット | 設計名称 | 製造年月        | 両数 |
| -------- | -------- | --------------- | ---- |
| A        | DL-103b  | 1940/1          | 1    |
| A        | DL-105   | 1940/9          | 3    |
| A        | DL-107   | 1940/11-1941/11 | 8    |
| B        | DL-108   | 1941/2-5        | 3    |
| A        | DL-109   | 1941/12-1945/4  | 62   |
| B        | DL-110   | 1942/9          | 1    |

外観は工業デザイナーのオットー・クーラー（Otto Kuhler）の手によるものであり、それぞれ非常によく似た形状を持つ。3分割された正面窓が特徴で、そのデザインはアメリカのパテントD121,219に登録されている。全形式ともディーゼルエンジンを2台搭載しており、合計出力は2,000馬力（1,500kW）である。
DL-103bのみ仕様が異なり、エンジンが538T型エンジンで、補機類の駆動にも電気を使用する。また、他形式よりも全長が4フィート5インチ（1.3m）長い。この車両はシカゴ・ロック・アイランド・アンド・パシフィック鉄道（CRI&PR。ロック・アイランド鉄道、RIともいう）の624号となった。他の形式は539T型エンジンを搭載し、補機類の駆動にはベルトドライブも使用する。各形式間同士の差異はごく小さなものであった。
DL-105はやはりRIの622号とガルフ・モバイル・アンド・オハイオ鉄道（GM&O）の270号・271号となった（資料により、RIの622号をDL-107とするものもある一方、GM&Oの270号・271号をDL-107とするものもある）。
その他の鉄道会社は、DL-107と、BユニットとしてDL-108を導入した。
DL-109は、ニューヨーク・ニューヘイブン・アンド・ハートフォード鉄道（NH）が大量に導入した。その経緯は後述する。
第二次世界大戦中、GM&Oとサザン鉄道（SOU）もDL-109を購入し、SOUはDL-110も購入した。Bユニットの設計名称がDL-108からDL-110となった理由は、大きな改良を伴ったからなのか、戦時生産として認可されたためだったのか、あるいはその両方か、不明である。DL-108を認めない資料もある。

## DL-109
第二次世界大戦中、(NH)は戦時生産本部（War Production Board、WBP）の特別許可を得て客貨両用のディーゼル機関車を60両、購入した。ロードナンバー0710号-0759号である。これらは1942年から1945年の間に製造された。その時期、旅客用機関車の製造は、競合するEMDのE6を含めて許可されなかった。
最初の10両（700号-709号）は真珠湾攻撃の直後、1941年12月にアルコのスケネクタディ工場から納入された。貨物の定時運行を確保するためである。NHは、1945年までに60両を配備した。
NHのDL-109は、さらに3つのタイプに分けられる。DER-1a（Diesel Electric Roadの略。700号-709号）は、オリジナルデザインであり、屋根上にベンチレーターがまとめて配置されている。DER-1b（710号-749号）とDER-1c（750号-759号）は、簡素化された冬季用ハッチに変更された。そして、昼間には旅客列車の、夜中には貨物列車の牽引に充当された。
2両のDL-109が、より多くの機関車との総括制御に対応できるように改造された。オリジナルでは、背面同士で連結して使用することを想定されていたため、総括制御用のケーブルは後部（運転台とは逆側）にのみ設置されていた。これを全部（運転台側）に設置し、3両以上の重連に対応できるようにした。うち1両は前頭部に貫通扉を設置し、そのためにヘッドライトが上方向に移設され、前頭部の輪郭が変更された。
DL-109は1950年代末期にボストン郊外でのコミューター・サービスを最後に使用を停止された。ただ1組、716号のみが、1960年代までボストンで第三軌条に給電するための発電機として使用された。これが最後に現存したDL-109で、ペン・セントラル鉄道により解体された。
他の鉄道会社のDL-109も、1950年代には解体された。RIは、621号をEMDの最新型エンジンに換装したが、それ以外にはこの方法は広がらなかった。シカゴ・ミルウォーキー・セント・ポール・アンド・パシフィック鉄道(MILW)に14A号と14B号の1組が残った。これらはシカゴとミネアポリスを結んだアフタヌーン・ハイアワサ号と、夜行の復路ファースト・メールで使用された。同時に使用されたEMDのE6（15A号と15B号）とともに、第二次世界大戦中にはその性能を発揮した。その塗装パターンもオットー・クーラーによるデザインであった

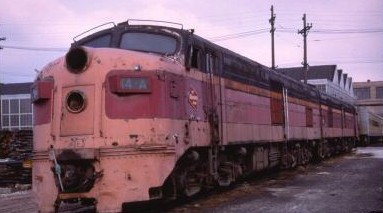
MILWの14A号

MILWのDL-109は、それぞれ1953年までに300万マイル（約480万km）を走行し、オーバーホールされた。駆動用のモーターとディーゼルエンジンはアルコに送られてリビルドされ、車体はMILWの職工が作業した。オーバーホールされた機関車は車体も整形され、EMDに似た、ブルドッグのようなスタイルとなった。その後、これらの機関車はサウスダコタ州カントンやウィスコンシン州グリーン・ベイなどに向かうマディソン・シカゴ号に使用された。1964年5月、14B号はミルウォーキーのジョーンズ・アイランドで解体された。残された14A号を、MILWの職員たちはOld Maudeと呼んだ。

## 新製時の所有者

### 異説
資料によっては下記のような分類もある。
- DL-105はGM&Oの270、271の2両のみ
- DL-107は、RIの622、623の2両のみ。それ以外はDL-109とする
- DL-108を認めない